# セント・トーマス教区 (バルバドス)
セント・トーマス教区（セント・トーマスきょうく、英語: Parish of Saint Thomas）は、バルバドスの行政教区のひとつ。最大都市はウェルチマン・ホール。11ある教区のうち2つある内陸教区のうちの一つである（もう一つはセント・ジョージ教区）。人口は14,249人（2010年国勢調査）。
1645年に設置された。かつてはヴェストリー制により地方政府として機能していたが、1958年に新設された地区へ統合されて以降は行政機能を持っていない。2009年選挙区評議会法によると1つの選挙区評議会が設置されている。
観光地としてハリソンの洞窟などがある。

## 主要都市
- ホープウェル（英語版）（Hopewell）
- ウェルチマン・ホール（Welchman Hall）